# Sebastián Álvarez Ramírez
Sebastián Diego Álvarez Ramírez (Santiago, 13 de noviembre de 1970) es un comunicador social, publicista y político chileno del partido Evolución Política, fue diputado de la República y desde 2024 alcalde de la comuna de Pucón.

## Biografía
Es hijo de René Patricio Álvarez Ebner y de María Cristina Ramírez Ramírez. Es casado y padre de tres hijos.
Cursó su educación básica y media en el Colegio Concordia, ex The Marshall School, en Santiago, egresando en 1988.
Se tituló de la carrera de Comunicador Social con mención en Publicidad, Marketing y Gestión de Negocios, en la Escuela de Comunicación Mónica Herrera, cursando estudios entre 1990 y 1994. En 1998, realizó un Diplomado en Marketing en la Pontificia Universidad Católica de Chile, y un Diplomado en Desarrollo Económico Territorial con especialización en Sustentabilidad económica, en la Universidad de La Frontera.

### Carrera política
Radicado en la Región de La Araucanía desde el año 2000, en las elecciones municipales de 2008 fue elegido concejal por la comuna de Pucón representando a Renovación Nacional, ejerciendo el cargo hasta 2010.
Entre 2010 y 2014, se desempeñó como Director Regional de Servicio Nacional de Turismo (SERNATUR) en la región de La Araucanía.
Más tarde, ingresó al partido Evolución Política (Evópoli), y actualmente es su presidente en la Región de La Araucanía.
En las elecciones parlamentarias de 2017 fue elegido diputado de Evópoli, representando al 23º Distrito (Carahue, Cholchol, Cunco, Curarrehue, Freire, Gorbea, Loncoche, Nueva Imperial, Padre Las Casas, Pitrufquén, Pucón, Saavedra, Temuco, Teodoro Schmidt, Toltén, Villarrica), IX Región de La Araucanía, período 2018-2022. Obtuvo 5.312 votos correspondientes a un 2,37% del total de sufragios válidamente emitidos. Asumió el cargo el 11 de marzo de 2018.
Integra las comisiones permanentes de Medio Ambiente y Recursos Naturales, y Recursos Hídricos y Desertificación.
Álvarez generó polémica cuando en octubre de 2020, realizó una polémica intervención al discutir el proyecto de ley sobre Educación sexual integral (ESI), indicando su rechazo a la iniciativa porque dicha ley estaba en «consonancia con ideas progresistas como el fomento por el respeto de la diversidad y la no discriminación (...) Imponer visiones como las anteriormente señaladas, es abiertamente una propuesta totalitaria, cuya oposición no pasa por declararse conservador o liberal, es más, quiero decir que este proyecto es totalmente antiliberal, pues no respeta la libertad ni de los padres ni de los colegios», lo que le trajo críticas por parte de la oposición. Ante los cuestionamientos, Álvarez debió aclarar sus dichos a través de su cuenta de Twitter, indicando que debido a una lectura rápida de su minuta, se podían malinterpretar sus dichos, reafirmando su compromiso con contra de toda discriminación y a favor de la mayor diversidad.
El 21 de noviembre de 2021, durante las elecciones parlamentarias de 2021, fue candidato a la reelección por su distrito, no siendo electo al resultar con un 2,13% de los votos.
En 2024, Sebastián Álvarez participó de las primarias municipales de Chile Vamos celebradas en junio como candidato de Evópoli para la comuna de Pucón, resultando ganador con el 62,11% de los votos. En octubre de ese mismo año, para las elecciones municipales, Álvarez fue electo alcalde de Pucón con el 40,51% de los votos.

## Historial electoral

### Elecciones municipales de 2008
- Elecciones municipales de 2008, para el concejo municipal de Pucón[11]

### Elecciones parlamentarias de 2017
- Elecciones parlamentarias de 2017 a Diputados por el distrito 23 (Carahue, Cholchol, Cunco, Curarrehue, Freire, Gorbea, Loncoche, Nueva Imperial, Padre Las Casas, Pitrufquén, Pucón, Saavedra, Temuco, Teodoro Schmidt, Toltén y Villarrica)[12]

### Elecciones parlamentarias de 2021
- Elecciones parlamentarias de 2021 a Diputado por el distrito 23 (Carahue, Cholchol, Cunco, Curarrehue, Freire, Gorbea, Loncoche, Nueva Imperial, Padre Las Casas, Pitrufquén, Pucón, Saavedra, Temuco, Teodoro Schmidt, Toltén y Villarrica).[13]

### Elecciones primarias municipales de 2024
- Elecciones primarias municipales de Chile Vamos de 2024 para la alcaldía de Pucón[14]